# Armagh, Banbridge and Craigavon
Armagh, Banbridge and Craigavon (Iers: Ard Mhacha, Droichead na Banna agus Creag Abhann) is een district (ONS-code N09000002) in Noord-Ierland. Het ligt centraal in het zuiden van Noord-Ierland, aan de zuidelijke oever van het Lough Neagh en wordt doorstroomd door de bovenloop van de Bann. Armagh, Banbridge and Craigavon telt 214.000 inwoners. De oppervlakte bedraagt 1338 km², de bevolkingsdichtheid is dus 160 inwoners per km².
Van de bevolking is 52% protestant en 43% katholiek.
Armagh, Banbridge and Craigavon ontstond op 1 april 2015 na het Local Government Reform Programme, de herindeling van 26 naar 11 districten in Noord-Ierland. Armagh, Banbridge and Craigavon kwam tot stand door de samenvoeging van de voormalige districten Armagh, Banbridge en Craigavon. Sinds 24 februari 2016 werd de naam van het district formeel Armagh City, Banbridge and Craigavon om de stadsstatus van Armagh te benadrukken. In vergelijking met de oude graafschappen passen de districtsgrenzen binnen twee grotere oude counties, County of Down en County of Armagh.
De lokale autoriteit is de Armagh, Banbridge and Craigavon District Council, die de Armagh City and District Council, de Banbridge District Council en de Craigavon Borough Council vervangt. De vergaderingen van de raad gaan door in Craigavon.
Het district wordt bestuurd door 41 raadsleden die verkozen werden in zeven aparte District Electoral Areas (DEAs) die ze als districtsraadslid vertegenwoordigen. Elke DEA leverde zeven, zes of vijf vertegenwoordigers. Deze zeven DEAs zijn: Armagh, Banbridge, Craigavon, Cusher, Lagan River, Lurgan en Portadown. De eerste verkiezingen vonden plaats in mei 2014. Het eerste jaar trad de districtsraad op als een soort schaduwraad naast de districtsraden van de oude districten die tot eind maart 2015 in functie bleven.

## Zetelverdeling
De verkozenen na de verkiezing van 22 mei 2014 waren effectief in functie van 2015 tot 2019. Verkiezingen zijn vierjaarlijks.
| Partij                             | Verkozen 2014 | Evolutie 2018 | Verkozen 2019 |
| ---------------------------------- | ------------- | ------------- | ------------- |
| Democratic Unionist Party          | 13            | 13            |               |
| Ulster Unionist Party              | 12            | 11            |               |
| Sinn Féin                          | 8             | 8             |               |
| Social Democratic and Labour Party | 6             | 6             |               |
| UK Independence Party              | 1             | 0             |               |
| Onafhankelijken                    | 1             | 3             |               |

Situatie op 11 mei 2018.
Antrim and Newtownabbey · Ards and North Down · Armagh City, Banbridge and Craigavon · Belfast · Causeway Coast and Glens · Derry City and Strabane · Fermanagh and Omagh · Lisburn and Castlereagh · Mid and East Antrim · Mid Ulster · Newry, Mourne and Down